# Conrad Brunkman
Conrad Anton Olsson Brunkman (født 20. januar 1887 i Helsingborg, død 27. maj 1925 i Lund) var en svensk roer, som deltog i OL 1912 i Stockholm.
Brunkman vandt sølv i firer med styrmand, inrigger. De andre på holdet var Ture Rosvall, William Bruhn-Möller, Herman Dahlbäck og Wilhelm Wilkens (styrmand) - alle fra Roddklubben af 1912. Den svenske båd vandt sit indledende heat mod en norsk båd, og i semifinalen besejrede svenskerne endnu en norsk både, inden finalen blev tabt klart til en dansk båd fra Nykøbing Falster; svenskernes tid var 7.56,9, mens danskerne roede i 7.44,6. Brunkman deltog også i en otter fra Roddklubben af 1912, hvor det blev til nederlag i kvartfinalen til en britisk båd. Besætningen her var de samme som i fireren samt Ted Wachtmeister, Sebastian Tamm, Per Mattson og hans bror, Gustaf Brunkman.